# Horní Jelení
Horní Jelení (deutsch Ober Jeleni, auch Ober Jeleny, Ober Jellen) ist eine Stadt in Tschechien. Sie liegt 22 Kilometer östlich des Stadtzentrums von Pardubice und gehört zum Okres Pardubice.

## Geographie

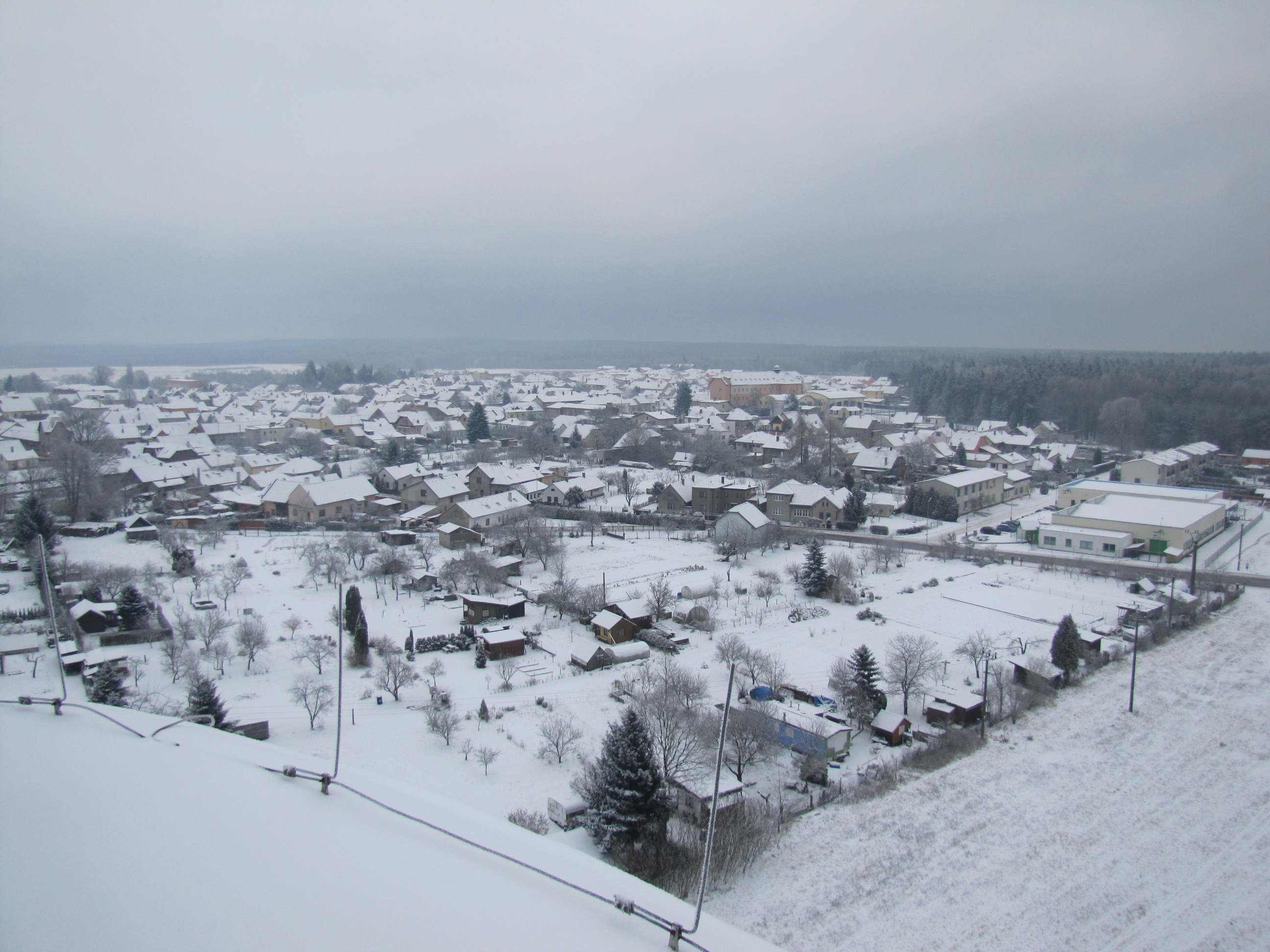
Ortsansicht

Horní Jelení befindet sich linksseitig des Tales der Stillen Adler inmitten von Wäldern im Quellgebiet des Baches Čermná auf der Chotzener Tafel. Nordwestlich erhebt sich der Na Hradcích (335 m).
Nachbarorte sind Borohrádek im Norden, Čermná nad Orlicí, Korunka und Nová Ves im Nordosten, Dolní Jelení, Rousínov und Plchůvky im Osten, Prochody, Újezd u Chocně, Dobříkov und Rzy im Südosten, Jaroslav im Süden, Vysoká u Holic im Südwesten, Ostřetín im Westen sowie Holice und Staré Holice im Nordwesten.

## Geschichte
In der Zeit vor den Hussitenkriegen befand sich in dem Waldgebiet eine Jagdburg. Um diese entstand zunächst eine Ansiedlung von Hirten, aus der sich das Dorf Svrchní Jelení, das später Horní Jelení genannt wurde, entwickelte. Der Name entstand aus der Lage auf einer Kuppe und des damals großen Bestandes an Hirschwild. Östlich des Dorfes entstand später eine weitere Ansiedlung, die Spodní Jelení (Dolní Jelení) genannt wurde. Beide Dörfer bildeten ein abgeschlossenes Siedlungsgebiet im Wald, später kam noch Rousínov hinzu. Erster nachweisbarer Besitzer der Herrschaft Jelení war Georg von Podiebrad.
Beide Dörfer Jelení wurden 1495 im Zuge des Verkaufs an Wilhelm II. von Pernstein erstmals urkundlich erwähnt. Er ließ an den Bächen Čermná und Prochodský potok mehrere Fischteiche anlegen, von denen noch der Pětinoha, Hanzlíkovec, Horní Pecák und Dolní Pecák erhalten sind.
Jaroslav von Pernstein musste Horní Jelení 1556 wegen Verschuldung an Herzog Ernst von Bayern verkaufen. Kurz zuvor, vermutlich 1555, erhob er Horní Jelení zur Minderstadt. 1558 erwarb Přibík Beneš Sekerka ze Sedčic die Güter. Seit der 2. Hälfte des 16. Jahrhunderts ist in Horní Jelení eine Brauerei nachweisbar, zu der auch eigener Hopfenanbau gehörte. 1573 wurde der Ritter Heřman Varlich von Bubna und Skášov Besitzer der Herrschaft Jelení. Die Grafen von Bubna und Lititz hielten den Besitz bis 1948. Der Městys Horní Jelení erhielt 1734 das Privileg zur Abhaltung von vier Jahrmärkten.
Nach der Aufhebung der Patrimonialherrschaften bildete Horní Jelení ab 1850 eine Marktgemeinde im Bezirk Hohenmauth. Franz Joseph I. verlieh dem Ort 1912 die Stadtrechte und das Recht zur Führung eines eigenen Stadtwappens. 1929 entstand ein neues Schulgebäude. 1948 wurde Horní Jelení dem Okres Holice zugeordnet und die Stadtrechte nicht erneuert. Im selben Jahre erfolgte nach der Machtergreifung der Kommunisten die Enteignung der Grafen Bubna sowie die Schließung der Brauerei. Im Jahre 1961 kam die Gemeinde zum Okres Pardubice. 1994 erhielten die Grafen Bubna ihren Land- und Waldbesitz restitutioniert. Seit 2006 ist Horní Jelení wieder eine Stadt.

## Gemeindegliederung
Die Stadt Horní Jelení besteht aus den Ortsteilen Dolní Jelení (Unter Jeleni), Horní Jelení (Ober Jeleni) und Rousínov (Rausnitz).

## Sehenswürdigkeiten

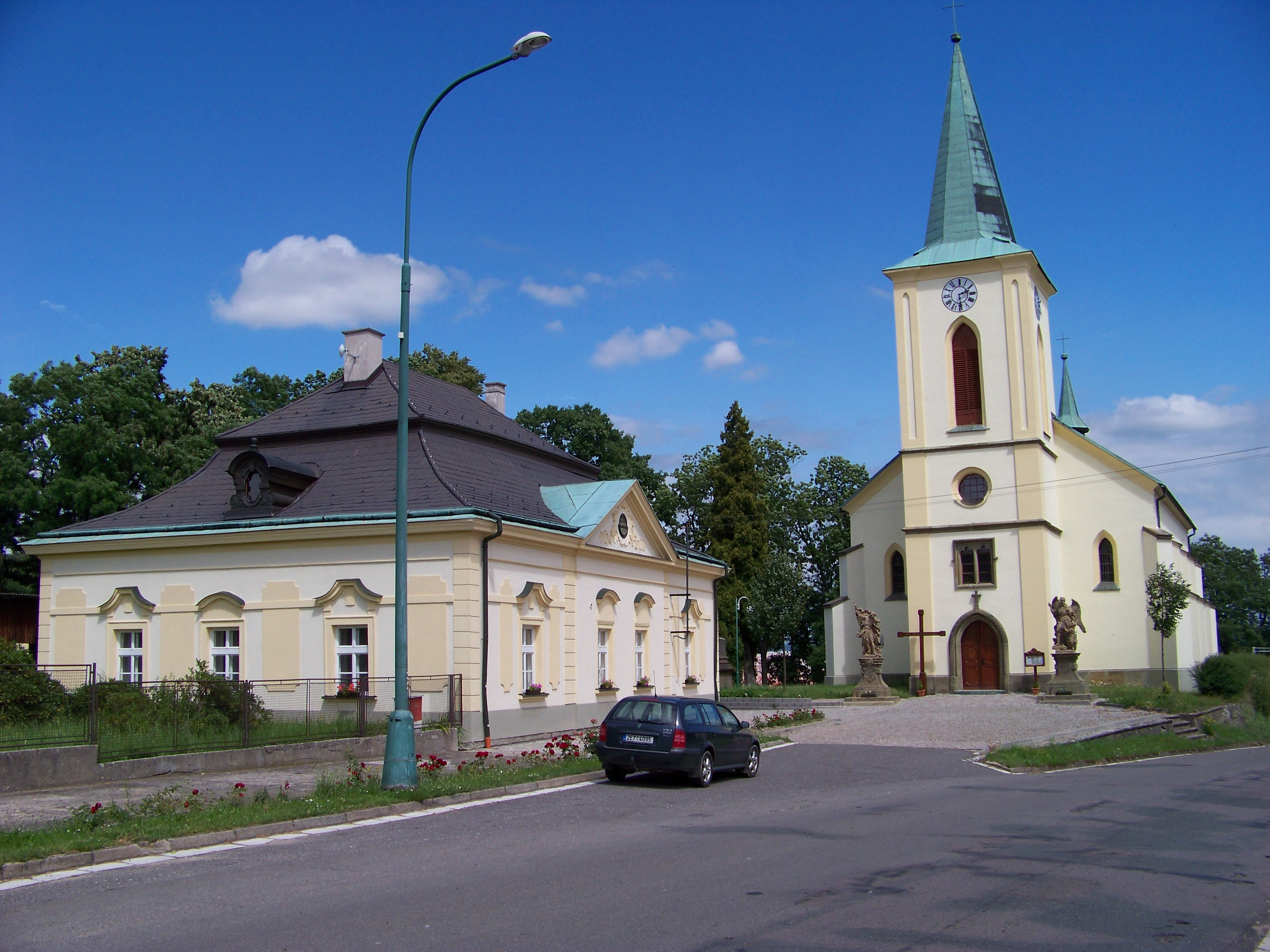
Pfarrhaus und Kirche

- Kirche der Hl. Dreifaltigkeit, erbaut 1600–1602. Ihre heutige Gestalt erhielt sie beim Umbau zwischen 1850 und 1864
- Pfarrhaus, errichtet 1823 anstelle eines hölzernen Vorgängerbaus von 1698
- Naturschutzgebiet im Moorgebiet am Teich Pětinoha
- Schloss Horní Jelení, der 1865 im östlichen Teil des Ortes errichtete eingeschossige schlichte Bau diente nur der Verwaltung der Güter in Jelení der Grafen Bubna, die ihren Sitz auf Schloss Doudleby nad Orlicí hatten.
- Kapelle in Dolní Jelení
- Naturbad und Campingplatz an den Waldteichen Horní und Dolní Pecák bei Rousínov

## Söhne und Töchter der Stadt
- Jiřina Jelenská (1942–2007), tschechische Film- und Fernsehschauspielerin